# 兵庫県道31号福良江井岩屋線
兵庫県道31号福良江井岩屋線（ひょうごけんどう31ごう ふくらえいいわやせん）は、兵庫県南あわじ市から淡路島西岸を経由して淡路市に至る県道（主要地方道）である。淡路サンセットラインの愛称が設定されている。

## 概要
主に、淡路島の西海岸線を走る兵庫県の県道の路線のひとつで、主要地方道に指定されている。淡路島南部に位置する南あわじ市内の八幡交差点で国道28号から分岐して三原平野の西端部を北上し、同市湊から播磨灘に面する淡路島の西海岸沿いに淡路島北端部をまわり、終点は淡路インター前交差点で国道28号と接続する。愛称「淡路サンセットライン」の名の通り、晴れた日の夕刻には、瀬戸内海に沈む夕日を眺めながら海岸線沿いに走ることが出来るルートである。自転車で淡路島を一周する「アワイチ」のルートの一部となっており、天気のいい日は自転車の通行も多く、路面にアワイチのルートであることを示す標示が施されている場所もある。主な通過地は、南あわじ市賀集八幡・松帆西路・湊、洲本市五色町都志、淡路市郡家・育波・富島・岩屋である。神戸淡路鳴門自動車道とも連絡しており、西淡三原インターチェンジ (IC、南あわじ市)、北淡IC（淡路市、兵庫県道123号経由）、淡路IC（淡路市）で結ばれる。

### 路線データ
- 起点 : 兵庫県南あわじ市賀集八幡・八幡交差点
- 終点 : 兵庫県淡路市・淡路インター前交差点
- 延長 : 55.688 km
- 事前通行規制区間[5]：洲本市五色町鳥飼浦（五色浜付近）・洲本市五色町都志 - 淡路市明神・淡路市草加北 -淡路市江井・淡路市江井 - 淡路市郡家・淡路市尾崎 - 淡路市室津
- 緊急輸送道路[5]：全線

## 歴史
- 1993年（平成5年）5月11日 - 建設省から、県道福良江井岩屋線が福良江井岩屋線として主要地方道に指定される[6]。

## 路線状況
淡路市野島のごく一部を除き2車線。旧北淡町 - 旧一宮町の沿線は阪神・淡路大震災で壊滅的なダメージを被った。また淡路市郡家以南は淡路島女子駅伝競走大会のコースにもなっていた。制限速度は起点から西路北交差点・洲本/淡路市境付近・淡路松帆交差点から終点の3区間で50 km/h、それ以外の区間は40 km/h。

### 道の駅
- 道の駅あわじ

## 地理
県道の両端は、北部東海岸や南部内陸部につながるが、淡路島北端部から40 km以上にわたり、市街地や内陸部を挟みながら瀬戸内海に面する西海岸をたどっていく。そのため、夕暮れ時は夕日に染まった瀬戸内海を望みながらクルージングでき、特に淡路島北端の江崎灯台付近から野島蟇浦集落までの約7 km区間と、中部の江井崎付近から明神集落を挟んで都志港までの約6 km区間は、海沿いに視界が開けている。

### 通過する自治体

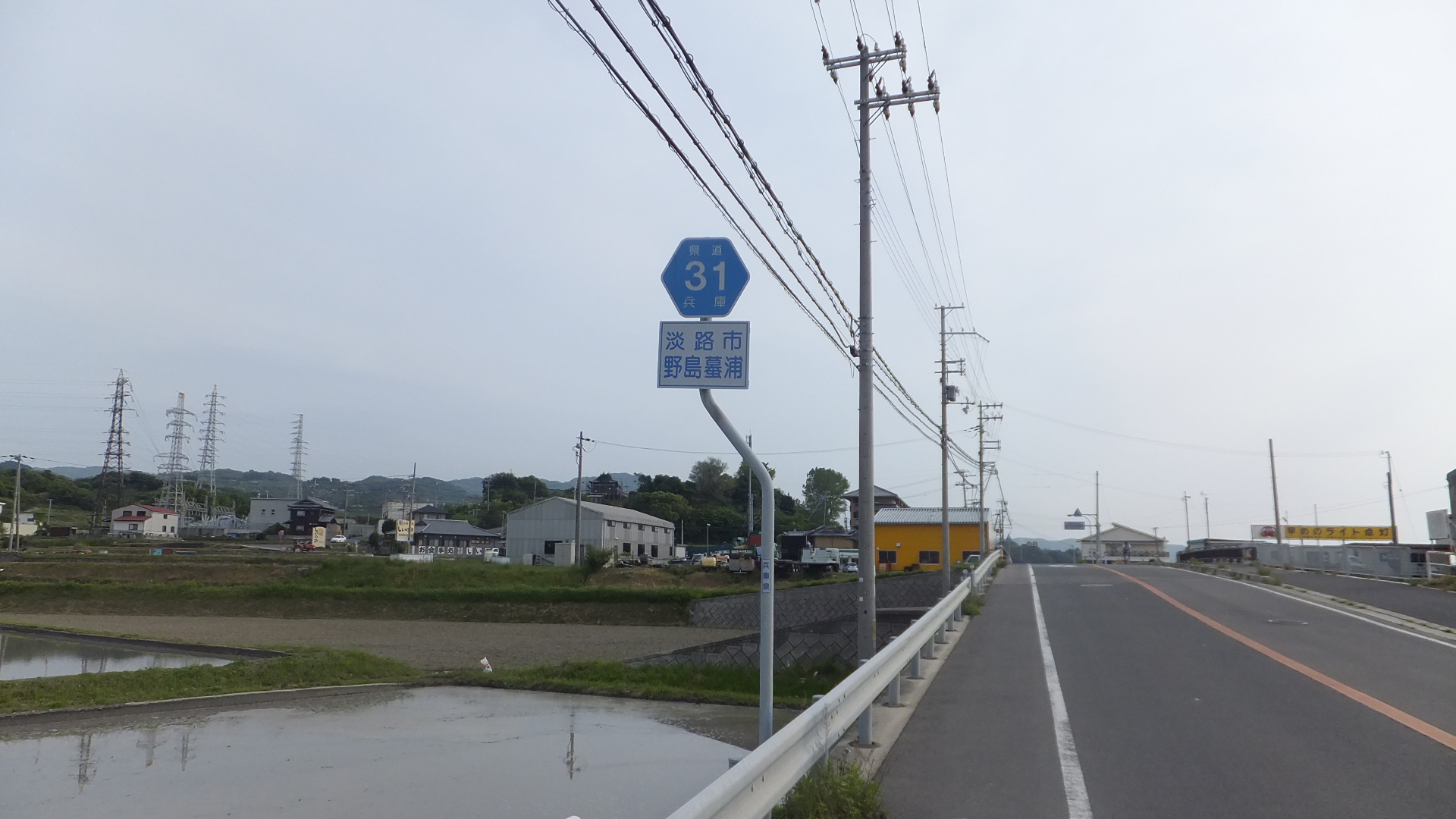
本道の標識
淡路市野島蟇浦で撮影

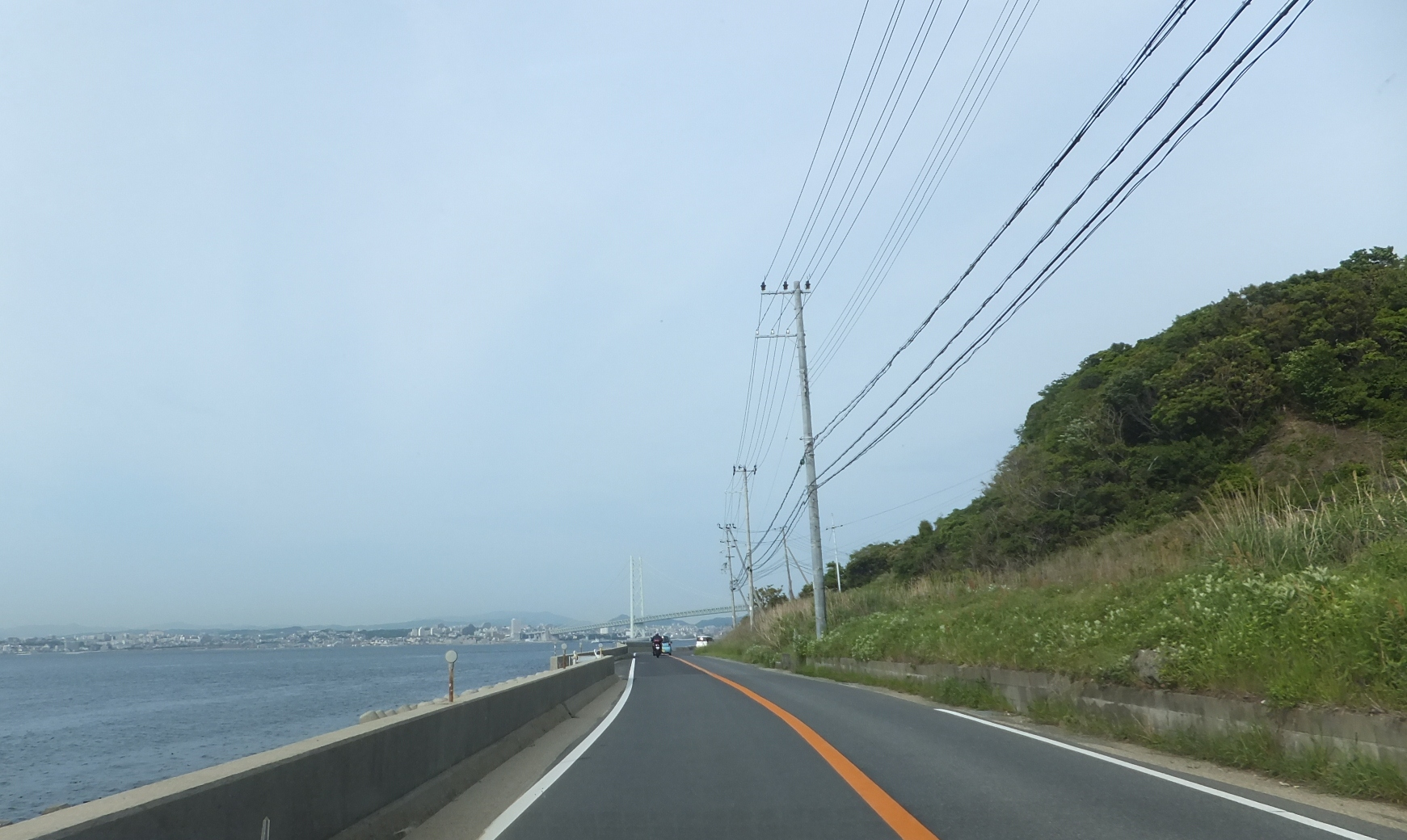
播磨灘沿い
淡路市野島江崎で撮影

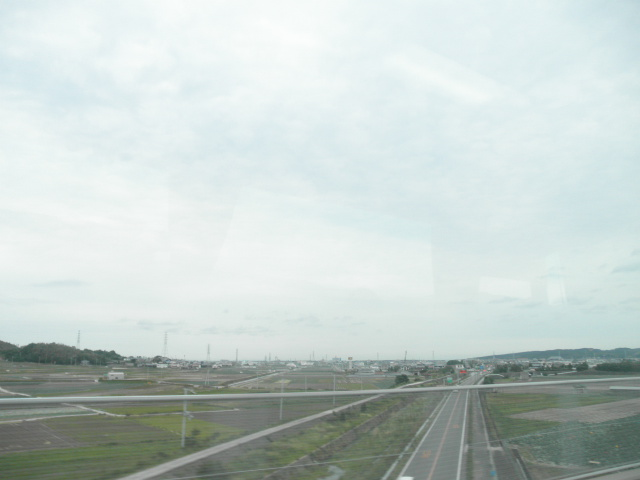
神戸淡路鳴門自動車道付近西淡三原
南あわじ市志知で撮影

- 兵庫県
南あわじ市 - 洲本市 - 淡路市

### 交差する道路
南あわじ市
- 国道28号・兵庫県道76号洲本灘賀集線（南あわじ市賀集八幡・八幡交差点、起点）
- 兵庫県道477号阿那賀市線 うずしおライン（南あわじ市志知鈩・志知交差点）
- 神戸淡路鳴門自動車道 西淡三原インターチェンジ・兵庫県道126号松帆八木線（南あわじ市松帆西路・西路交差点）
- 兵庫県道25号阿万福良湊線（南あわじ市湊・湊交差点）
- 兵庫県道125号洲本松帆線（南あわじ市松帆古津路・御原橋北詰交差点）

洲本市
- 兵庫県道472号鳥飼浦洲本線（洲本市五色町鳥飼浦）
- 兵庫県道231号都志港線（洲本市五色町都志）
- 兵庫県道470号倭文五色線（洲本市五色町都志・五色大橋南詰交差点）
- 兵庫県道46号洲本五色線（洲本市五色町都志・都志交差点）

淡路市
- 兵庫県道468号明神安乎線（淡路市草香北）
- 兵庫県道230号江井港線・兵庫県道466号鮎原江井線（淡路市江井・桃川交差点）
- 兵庫県道88号志筑郡家線（淡路市郡家・郡家交差点）
- 兵庫県道464号尾崎志筑線（淡路市尾崎）
- 兵庫県道463号室津志筑線（淡路市室津）
- 兵庫県道123号生穂育波線（淡路市育波・育波橋交差点）
- 兵庫県道71号富島久留麻線（淡路市富島・淡路高校前交差点）
- 兵庫県道460号野島浦線（淡路市野島蟇浦）
- 神戸淡路鳴門自動車道 淡路インターチェンジ・国道28号・兵庫県道157号佐野仁井岩屋線（淡路市岩屋・淡路インター前交差点、終点）

### 沿線にある施設など
- 慶野松原
- ウェルネスパーク五色・高田屋嘉兵衛公園
- 北淡震災記念公園
- 江埼灯台